# Panchkula
Panchkula ist eine Stadt im nordwestindischen Bundesstaat Haryana. 
Die Municipal Corporation Panchkula entstand am 17. März 2010 durch Zusammenlegung des ehemaligen Municipal Council Panchkula, den beiden Municipal Committees Pinjore und Kalka sowie 54 Dörfern. Die Municipal Corporation Panchkula besteht aus den drei Zonen Kalka, Panchkula und Pinjore.

## Lage
Die Stadt liegt am Fuße der Siwaliks auf einer Höhe von 338 m am Flusslauf des Ghaggar. 
Das Stadtgebiet grenzt im Westen an das Unionsterritorium Chandigarh. Panchkula ist tatsächlich eine Satellitenstadt von Chandigarh.
Panchkula ist Verwaltungssitz des gleichnamigen Distrikts. 

## Einwohner
Das damalige Municipal Council Panchkula hatte beim Zensus 2011 211.355 Einwohner. Durch die Eingliederung benachbarter Städte und Dörfer zur 120 km² großen Municipal Corporation betrug die entsprechende Einwohnerzahl 372.000.

## Verkehr
Die nationalen Fernstraßen NH 22 und NH 73 treffen sich in Panchkula.

## Sehenswertes

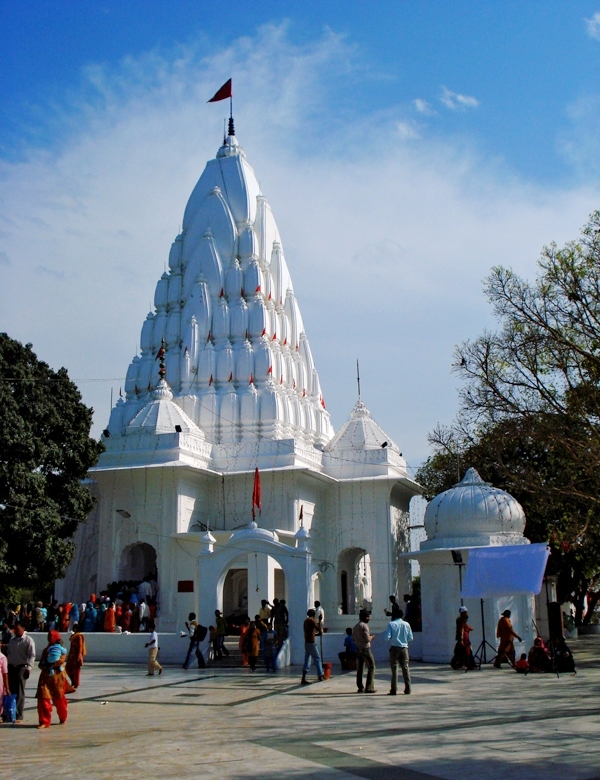
Patiala-Tempel

In Panchkula befindet sich der Mansa-Devi-Tempelkomplex mit dem 1840 errichteten Patiala-Tempel.
Kalka ist ein Endpunkt der Schmalspurbahn Kalka-Shimla Railway.

## Klima
Das Klima in Panchkula ist subtropisch. In den Monsunmonaten Juli, August und September fallen die meisten Niederschläge. Der durchschnittliche Jahresniederschlag beträgt 1029 mm. Die Jahresmitteltemperatur liegt bei 24,0 °C.
|                       | Jan  | Feb  | Mär  | Apr  | Mai  | Jun  | Jul  | Aug  | Sep  | Okt  | Nov  | Dez  |   |      |
| Mittl. Tagesmax. (°C) | 20,1 | 23,2 | 28,7 | 35,2 | 39,7 | 39,5 | 34,2 | 32,8 | 33,9 | 31,8 | 27,6 | 22,4 | ⌀ | 30,8 |
| Mittl. Tagesmin. (°C) | 6,9  | 8,9  | 13,9 | 19,2 | 24,3 | 26,6 | 25,6 | 24,9 | 23,4 | 16,9 | 10,6 | 7,3  | ⌀ | 17,4 |
|                       |      |      |      |      |      |      |      |      |      |      |      |      |   |      |
| Niederschlag (mm)     | 51   | 38   | 34   | 8    | 16   | 67   | 284  | 272  | 189  | 43   | 9    | 18   | Σ | 1029 |

| 6,9 |

| 8,9 |

| 13,9 |

| 19,2 |

| 24,3 |

| 26,6 |

| 25,6 |

| 24,9 |

| 23,4 |

| 16,9 |

| 10,6 |

| 7,3 |

| 6,9 |

| 8,9 |

| 13,9 |

| 19,2 |

| 24,3 |

| 26,6 |

| 25,6 |

| 24,9 |

| 23,4 |

| 16,9 |

| 10,6 |

| 7,3 |